# シェマー・ムーア
シェマー・ムーア（Shemar Moore, 1970年4月20日 - ）は、アメリカ合衆国出身の俳優。

## 人物

### 生い立ち
カリフォルニア州オークランド生まれ。
父はアフリカ系アメリカ人で、母はアイルランド人とフランス系カナダ人の血を引いている。現在は離婚しており、父親は日本人女性と再婚して神奈川県で暮らしている。異母妹2人と異母弟1人がいる。
シェマーの母は数学の学位を取っており、教師の仕事についていた。一家はシェマーが乳児のころにデンマークへ移住し、それから4歳の時にバーレーンへうつり、7歳の時までイギリス系の私立学校に通っていた。シェマーはこのことについて、世の中が不安定になっており異人種間の結婚がタブー視されていたうえ、1970年代のアメリカには人種差別が残っていたため、母親は彼を連れて外国に移住したのではないかと話している。
1977年、一家はアメリカに戻り、 カリフォルニア州チコに住んだ後、パロアルトへ移り、シェマーはパロアルトのガン高校へ通い、無事に卒業した。その後、サンタクララ大学でコミュニケーション学を専攻した一方、モデル業も行っていた。
なお、シェマーの母親は現在カリフォルニア州パシフィカに住んでおり、時折彼は母親の元を訪ねている。彼の母親は多発性硬化症を患っており、『クリミナル・マインド FBI行動分析課』の他のキャストメンバーとともに、多発性硬化症の啓発イベントを何度か開いている。

### 俳優として
2000年から2003年まで音楽番組ソウル・トレインの司会者を務めた。
2002年から2003年の間には、『ゴッサム・シティ・エンジェル』でジェシー・リースを演じた。
『クリミナル・マインド FBI行動分析課』ではデレク・モーガン役でレギュラー出演しており、シーズン4第7話「悪夢の結末」ではかつて出演した『ザ・ヤング・アンド・ザ・レストレス』を見る場面もあった。

## 出演作品

### 映画
- スーパー・リッチと結婚する方法 How to Marry a Billionaire: A Christmas Tale (2000) - ジェイソン・ハント ※テレビ映画
- 死刑判決 Reversible Errors (2004) - コリンズ・ファーウェル ※テレビ映画
- ソニック・ザ・ムービー/ソニック VS ナックルズ Sonic the Hedgehog 2 (2022) - ランダル
- ソニック×シャドウ TOKYO MISSION Sonic the Hedgehog 3 (2024) - ランダル

### テレビシリーズ
- ザ・ヤング・アンド・ザ・レストレス The Young and the Restless (1994-2005, 2014) - Malcolm Winters
- シカゴ・ホープ Chicago Hope (1998) - Bobby Barrett
- ゴッサム・シティ・エンジェル Birds of Prey (2002-2003) - ジェシー・リース
- クリミナル・マインド FBI行動分析課 Criminal Minds (2005-2017) - デレク・モーガン
- S.W.A.T. S.W.A.T. (2017-2024) - ダニエル・“ホンドー”・ハレルソン